# Triopha catalinae
 (décembre 2020).
Si vous disposez d'ouvrages ou d'articles de référence ou si vous connaissez des sites web de qualité traitant du thème abordé ici, merci de compléter l'article en donnant les références utiles à sa vérifiabilité et en les liant à la section « Notes et références ».
Espèce
Triopha catalinae est une espèce de Nudibranches de la famille des Polyceridae. C'est une limace de mer qui doit son nom à l'île Santa Catalina située sur la côte de Californie.
L'espèce a été décrite pour la première fois en 1863 par le naturaliste et botaniste américain James Graham Cooper (1830-1902).

## Synonymes
Taxons non valides selon World Register of Marine Species (15 janv. 2013) :
- Triopa carpenteri Stearns, 1873
- Triopa catalinae Cooper, 1863
- Triopha elioti O'Donoghue, 1921
- Triopha modesta Bergh, 1880
- Triopha scrippsiana Cockerell, 1915